# اونچالکادی
اونچالکادی (به لاتین: Unchalkaddi) یک منطقهٔ مسکونی در سری‌لانکا است که در استان شمالی (سری‌لانکا) واقع شده‌است.